# Побужанська сільська рада
Побужанська сільська рада — орган місцевого самоврядування у Буському районі Львівської області з адміністративним центром у с. Побужани.

## Загальні відомості
Історична дата утворення: 11 травня 1995 року. Водоймища на території, підпорядкованій даній раді: річка Західний Буг.

## Історія
23 лютого 2010 року Львівська обласна рада у Буському районі перейменувала Побужанівську сільраду на Побужанську.

## Населені пункти
Сільській раді підпорядковані населені пункти:
- с. Побужани
- с. Ланерівка

## Склад ради
Рада складається з 16 депутатів та голови.